# اودا نوبوهارو
اودا نوبوهارو (به ژاپنی: 織田信治 Oda Nobuharu);( ۱ ژانویهٔ ۱۵۴۵ – ۱۹ اکتبر ۱۵۷۰) یک سامورایی اهل ژاپن و برادر کوچکتر اودا نوبوناگا بود.

## خانواده
- پدر: اودا نوبوهیده (۱۵۱۰–۱۵۵۱)
- برادران
  - اودا نوبوهیرو (مرگ ۱۵۷۴)
  - اودا نوبوناگا (۱۵۳۴–۱۵۸۲)
  - اودا نوبویوکی (۱۵۳۶–۱۵۵۷)
  - اودا نوبوکانه (۱۵۴۸–۱۶۱۴)
  - اودا ناگاماسو (۱۵۴۸–۱۶۲۲)
  - اودا نوبوتوکی (مرگ ۱۵۵۶)
  - اودا نوبواوکی
  - اودا هیده‌تاکا (مرگ ۱۵۵۵)
  - اودا هیده‌ناری
  - اودا نوبوترو
  - اودا ناگاتوشی
- خواهران:
  - اوایچی (۱۵۴۷–۱۵۸۳)
  - اواینو
- پسر:
  - تسوگه ماساتوشی